# 阿贝尔斯多夫—普雷布赫
阿贝尔斯多夫—普雷布赫是奥地利施蒂利亚州魏茨县的一个市镇。总面积14.16平方公里，总人口1857人，人口密度131.1人/平方公里（2005年）。